# Boumerdès (provins)
36°46′N 3°29′Ø / 36.77°N 3.48°Ø
Provinsen Boumerdès (arabisk: ولاية بومرداس, berbisk: ⵜⴰⵏⴻⴱⴹⵉⵜ ⴱⵓⵎⴻⵔⴷⴰⵙ) er en af Algeriets 48 provinser. Administrationscenteret er Boumerdès .